# Combinado nórdico nos Jogos Olímpicos de Inverno de 2002
O combinado nórdico nos Jogos Olímpicos de Inverno de 2002 consistiu de três eventos, realizados no Soldier Hollow, em Salt Lake City, nos Estados Unidos.

## Medalhistas
Masculino
| Evento              | Ouro                                                                   | Prata                                                                     | Bronze                                                                   |
| ------------------- | ---------------------------------------------------------------------- | ------------------------------------------------------------------------- | ------------------------------------------------------------------------ |
| Individual detalhes | Samppa Lajunen FIN Finlândia                                           | Jaakko Tallus FIN Finlândia                                               | Felix Gottwald AUT Áustria                                               |
| Equipes detalhes    | Jari Mantila Hannu Manninen Jaakko Tallus Samppa Lajunen FIN Finlândia | Björn Kircheisen Georg Hettich Marcel Höhlig Ronny Ackermann GER Alemanha | Christoph Bieler Michael Gruber Mario Stecher Felix Gottwald AUT Áustria |
| Velocidade detalhes | Samppa Lajunen FIN Finlândia                                           | Ronny Ackermann GER Alemanha                                              | Felix Gottwald AUT Áustria                                               |

## Quadro de medalhas
| Ordem | País          | Medalha de ouro | Medalha de prata | Medalha de bronze |   |
| ----- | ------------- | --------------- | ---------------- | ----------------- | - |
| 1     | FIN Finlândia | 3               | 1                |                   | 4 |
| 2     | GER Alemanha  |                 | 2                |                   | 2 |
| 3     | AUT Áustria   |                 |                  | 3                 | 3 |
| TOTAL | TOTAL         | 3               | 3                | 3                 | 9 |